# Bażanciak
Bażanciak (Otidiphaps nobilis) – gatunek średniej wielkości ptaka z rodziny gołębiowatych (Columbidae), należący do monotypowego rodzaju Otidiphaps. Osiadły. Takson endemiczny dla Nowej Gwinei i okolicznych wysp. Globalnie nie jest zagrożony, ale jeden z jego czterech podgatunków jest narażony na wyginięcie, a drugi krytycznie zagrożony.

## Systematyka
Gatunek został opisany po raz pierwszy w roku 1870 przez angielskiego ornitologa Johna Goulda na podstawie okazu dostarczonego mu przez Jamesa Gardnera.
Zazwyczaj wyróżnia się cztery podgatunki O. nobilis:
- O. n. aruensis Rothschild, 1928 – bażanciak białoszyi
- O. n. nobilis Gould, 1870 – bażanciak zielonoszyi – podgatunek nominatywny
- O. n. cervicalis E. P. Ramsay, 1880 – bażanciak szaroszyi
- O. n. insularis Salvin & Godman, 1883 – bażanciak czarnoszyi

Na stosowanej przez IUCN liście ptaków świata opracowywanej we współpracy BirdLife International z autorami Handbook of the Birds of the World (6. wersja online: grudzień 2021) taksony te traktowane są jako osobne gatunki.

### Etymologia nazwy naukowej
Otidiphaps: gr. ωτις ōtis, ωτιδος ōtidos – „drop”; φαψ phaps, φαβος phabos – „gołąb”; nobilis: łac. noscere – „uznawać”, „zwracać uwagę”; nobilis – „godny podziwu”, „słynny”, „szlachetny”

## Morfologia
Wygląd zewnętrzny: Na gardle, podbródku i pokrywach usznych upierzenie czarne, stopniowo rozjaśniające się do fioletu na piersi i bokach. Brzuch ciemny, część pokrywających go piór z zielonkawymi brzegami. Obszar rozciągający się między czołem, kantarkiem i karkiem czarny z niebieskawym odcieniem. Pióra z tyłu głowy tworzą ostry czubek. Pod nim znajduje się obszar pokryty jasnozielonymi piórami, który pod innymi kątami może mieć przebłyski różnych odcieni fioletu. Poniżej karku część złotobrązowa, która na barkówkach przechodzi w brązowofioletową barwę. Skrzydła od spodu czarne, lotki ciemnoszare. Na grzbiecie fioletowe, iryzujące pióra, przechodzące w niebieskie na kuprze i pokrywach nadogonowych. Ogon prawie czarny, z niebieskozielonkawym połyskiem, od spodu ciemnoszary. Pokrywy podogonowe czarne. Dziób jasnoczerwony. Nogi żółtopomarańczowe, ciemniejsze od spodu. Tęczówka pomarańczowo-czerwona. Upierzenie młodego osobnika ma szarawy odcień, grzbiet i skrzydła ciemnoczerwone.
Rozmiary i masa ciała
- całe ciało: 43,0–48,5 cm (samiec); 42,0–45,5 cm (samica)
- skrzydło: 18,4–12,2 cm (samiec); 18,1–19, cm (samica)
- ogon: 16,1–18,3 cm
- dziób: 2,6–2,7 cm
- skok: 5,2–6,1 cm[5]
- masa ciała: 500 g[4][5]

## Występowanie

### Środowisko
Zamieszkuje przede wszystkim lasy deszczowe, ale również suche. Spotykany na terenach położonych do 1800–1900 metrów nad poziomem morza. Częściej wybiera góry (m.in. Arfak) i obszary ze średniej wysokości wzgórzami niż niziny.

### Zasięg występowania
Gatunek endemiczny dla Nowej Gwinei i okolicznych wysp – Aru, Fergusson, Yapen, Waigeo i Batanta.

## Pożywienie
Spożywa pokarm roślinny. Żywi się nasionami i dojrzałymi owocami leżącymi na ziemi.

## Tryb życia i zachowanie
Najczęściej widywany pojedynczo, ale bażanciaki zwykle przebywają w parach i poszukują pożywienia na ziemi w stosunkowo niewielkiej odległości od siebie. Zazwyczaj porusza się po podłożu, unosząc i opuszczając ogon (porusza nim gwałtowniej i w większym zakresie, gdy jest zaniepokojony). Czujny, unika bycia obserwowanym, w przypadku zagrożenia szybko odbiega lub odlatuje.

### Głos
Głośne, przeciągające się wu-huwoooaaa o zmiennej tonacji, czasami poprzedzane drżącym gwizdem. Dźwięk trwa od 1,4 do 2 sekund i jest powtarzany co 8–10 sekund. Bażanciak wydaje odgłosy niezależnie od pory dnia, przebywając na ziemi lub na gałęziach roślinności podszytu leśnego.

## Rozród

### Okres godowy
Toki: samiec schyla się z dziobem skierowanym ku ziemi i jednocześnie unosi złożony ogon do pionu. W takiej pozycji pozostaje przez kilka minut. Śpiew podczas zalotów składa się z dźwięku woooou o zmiennej tonacji i krzykliwego, trwającego ok. 5 sekund crrouwwwwwww. Może również odbywać pokazowy lot (z jednej gałęzi na drugą lub z gałęzi na ziemię), zakończony głośnym uderzeniem skrzydeł.
Habitat: gniazda budowane na ziemi, zazwyczaj między korzeniami szkarpowymi.
Gniazdoː prosta platforma z gałązek.

### Okres lęgowy
Jaja: jedno w lęgu, białe, owalne.
Wysiadywanie: oboje rodzice wysiadują jajo (samiec od wczesnego ranka do późnego popołudnia) przez ok. 28 dni. Lęgi obserwowano w marcu i w maju.
Pisklęta: opiekę nad nimi sprawują oboje rodzice. Przez pierwszy tydzień samiec dostarcza jedzenie przebywającej w gnieździe samicy, a ta podaje je pisklęciu.

## Podgatunki
| Wyróżniane podgatunki                 | Wyróżniane podgatunki | Wyróżniane podgatunki |
| ------------------------------------- | --- | --------------------- |
| O. n. aruensis Rothschild, 1928       | Wyspy Aru. Od karku do początku grzbietu biały obszar bardziej rozległy niż u podgatunku nominatywnego. Gardło niebieskofioletowe. Pierś zielona, na bokach przy zgięciu skrzydeł zielonkawe pióra. |                       |
| O. n. nobilis Gould, 1870             | Podgatunek nominatywny. Batanta, Waigeo, góry od zachodu do pasma Sudirman. |                       |
| O. n. cervicalis E. P. Ramsay, 1880   | Od południowo-wschodniej Nowej Gwinei do Gór Bismarcka i dorzecza rzeki Sepik. Brak iryzujących piór na głowie. Czubek na karku niewielki, prawie niewidoczny. Poniżej szarobiały obszar (u podgatunku nominatywnego zielony), u dołu zakończony złotozielonymi piórami. Część od grzbietu do pokryw nadogonowych błyszcząca, niebieska. Spodnie partie ciała zielonkawe, fiolet tylko na piersi i bokach.                            |                       |
| O. n. insularis Salvin & Godman, 1883 | Wyspa Fergusson (Wyspy d’Entrecasteaux). Brak czubka z piór i jasnego obszaru na karku. Pierś z zielonkawym połyskiem. Głowa i szyja fioletowoczarne. Skrzydła, barkówki i grzbiet rdzawoczerwone, jaśniejsze niż u podgatunku nominatywnego. Między skrzydłami wierzch ciała ciemnozielony. Pokrywy nadogonowe niebieskie, ogon niebieskawy, iryzujący. Kuper ciemnofioletowy. Spód ciała czarny, podbrzusze z fioletowym połyskiem. |                       |

## Status zagrożenia
Międzynarodowa Unia Ochrony Przyrody (IUCN) od 2014 roku uznaje wszystkie podgatunki bażanciaka za osobne gatunki i klasyfikuje je następująco:
- O. (n.) aruensis – gatunek narażony (VU, Vulnerable). Liczebność populacji szacuje się na 2500–9999 dorosłych osobników, a jej trend ocenia się jako spadkowy ze względu na utratę siedlisk leśnych[13].
- O. (n.) nobilis – gatunek najmniejszej troski (LC, Least Concern). Liczebność populacji nie została oszacowana, ale ptak ten opisywany jest jako często dość pospolity na terenach górzystych, ale lokalnie nieliczny; trend liczebności uznawany jest za lekko spadkowy ze względu na wylesianie[2].
- O. (n.) cervicalis – gatunek najmniejszej troski (LC, Least Concern). Liczebność populacji nie została oszacowana, ale ptak ten opisywany jest jako często dość pospolity na terenach górzystych, ale lokalnie nieliczny; trend liczebności uznawany jest za lekko spadkowy ze względu na wylesianie[14].
- O. (n.) insularis – gatunek krytycznie zagrożony (CR, Critically Endangered). Liczebność populacji szacuje się na 50–249 dorosłych osobników, a jej trend ocenia się jako spadkowy ze względu na utratę siedlisk leśnych oraz polowania. Do innych zagrożeń należą introdukowane ssaki, takie jak świnie czy szczury polinezyjskie[15].